# Dendrotettix quercus
Dendrotettix quercus är en insektsart som beskrevs av Packard Jr. 1890. Dendrotettix quercus ingår i släktet Dendrotettix och familjen gräshoppor. Inga underarter finns listade i Catalogue of Life.